# Nephochaetopteryx travassosi
Nephochaetopteryx travassosi är en tvåvingeart som beskrevs av Guilherme A.M.Lopes 1938. Nephochaetopteryx travassosi ingår i släktet Nephochaetopteryx och familjen köttflugor. Inga underarter finns listade i Catalogue of Life.